# Samengesteld blad
Een samengesteld blad is een bladvorm waarbij er meer bladschijven zijn, die men blaadjes of deelblaadjes noemt. De onderdelen van het samengestelde blad zijn: de algemene bladsteel (petiolus communis), de rachis of hoofdnerf, de bladsteeltjes (petiolulus), de blaadjes (foliolum) en de stipellae (de zelden voorkomende steunblaadjes aan de voet van de bladsteeltjes van de blaadjes).

## Typen samengesteld blad
Het samengestelde blad kan zijn: tweetallig (bifoliatum), drietallig (trifoliatum, ternatum), dubbeldrietallig (biternatum), handvormig (palmatum), geveerd of gevind (pinnatum), voetvormig (pedatum), of gemengd samengesteld (digitatopinnatum).
Bij het handvormig samengestelde blad is het aantal bladschijven van belang: drietallig (trifoliatum), vijftallig (quinquefoliatum), zeventallig (septemfoliatum), negentallig (novemfoliatum) of veeltallig (multifoliatum). Bij bladen met twee of drie blaadjes (zoals bij klaver of rupsklaver) is vaak niet uit te maken of het blad handvormig, dan wel geveerd is.
Bij het geveerde (gevinde) blad is ook het aantal bladschijven van belang: eentallig (unifoliatum), oneven geveerd (imparipinnatum), even geveerd (paripinnatum), afgebroken geveerd (interrupte pinnatum), dubbel geveerd (bipinnatum), anadroom of katadroom dubbel geveerd. De blaadjes kunnen afwisselend staan of tegenoverstaand.
Bij gesteelde blaadjes is de aanhechting aan de bladnerf soms voorzien van een meer of minder duidelijk scharnier. Bij Mimosa pudica zijn de bladen gevoelig voor aanraking en scharnieren de blaadjes in dat geval naar beneden.

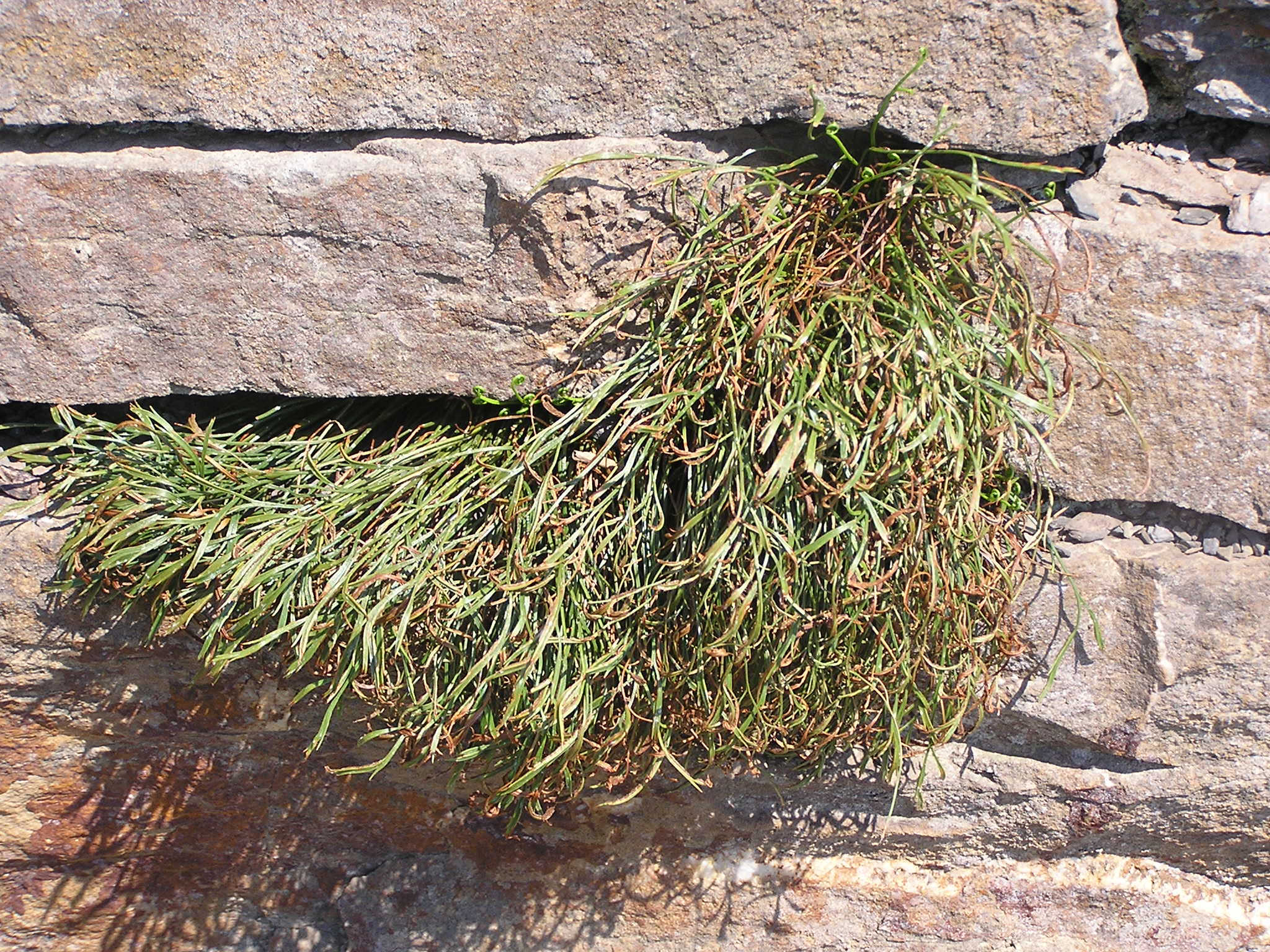
De noordse streepvaren is gaffelvormig vertakt, met een herhaald in twee gelijke slippen verdeeld blad

De gecompliceerde bouw van de bladen van varens is soms maar moeilijk in dit schema te vangen. Dit geldt onder andere voor de gaffelvormig vertakte bladeren als voor de tot meervoudig veervormig vertakte bladeren. Vaak is niet goed te zien waar het om een blad gaat en waar om blaadjes. Om de bladvormen bij varens te kunnen duiden is de teloomtheorie beter geschikt.
| Samengesteld blad   | Samengesteld blad                       | Samengesteld blad                                                                                | Samengesteld blad |
| samengesteld blad   | type                                    | omschrijving                                                                                     | afbeelding        |
| ------------------- | --------------------------------------- | ------------------------------------------------------------------------------------------------ | ----------------- |
| Algemeen            | eentallig, unifoliatum                  | op een algemene bladsteel zitten slecht één al of niet gesteeld blaadje                          |                   |
| Algemeen            | tweetallig, bifoliatum                  | op een algemene bladsteel zitten twee al of niet gesteelde blaadjes                              |                   |
| Algemeen            | drietallig, trifoliatum, ternatum       | op een algemene bladsteel zitten drie al of niet gesteelde blaadjes                              |                   |
| Algemeen            | dubbeldrietallig, biternatum            | op een algemene bladsteel zitten drie al of niet gesteelde, drietallige blaadjes                 |                   |
| Algemeen            | handvormig, palmatum                    | blaadjes ontspringen vanuit een punt                                                             |                   |
| Algemeen            | geveerd of gevind, pinnatum             | de blaadjes staan langs een hoofdnerf                                                            |                   |
| Algemeen            | voetvormig, pedatum                     | als handvormig met de zijlobben aan de basis samenkomend                                         |                   |
| Algemeen            | gemengd, digitatopinnatum               |                                                                                                  |                   |
|                     |                                         |                                                                                                  |                   |
| Handvormig          | vijftallig, quinquefoliatum             | op een algemene bladsteel zitten vijf al of niet gesteelde blaadjes                              |                   |
| Handvormig          | zeventallig, septemfoliatum             | op een algemene bladsteel zitten zeven al of niet gesteelde blaadjes                             |                   |
| Handvormig          | negentallig, novemfoliatum              | op een algemene bladsteel zitten negen al of niet gesteelde blaadjes                             |                   |
| Handvormig          | veeltallig, multifoliatum               | op een algemene bladsteel zitten een groot aantal al of niet gesteelde blaadjes                  |                   |
|                     |                                         |                                                                                                  |                   |
| Geveerd ook: gevind | oneven geveerd, imparipinnatum          | de blaadjes (die tegenoverstaand of afwisselend zijn) staan langs een hoofdnerf, met eindblaadje |                   |
| Geveerd ook: gevind | even geveerd, paripinnatum              | de blaadjes staan langs een hoofdnerf, zonder eindblaadje                                        |                   |
| Geveerd ook: gevind | afgebroken geveerd, interrupte pinnatum | tegenoverstaande grotere blaadjesparen wisselen af met ertussen liggende kleine blaadjesparen    |                   |
| Geveerd ook: gevind | dubbel geveerd, bipinnatum              | op een algemene, geveerde bladsteel zitten meerdere nog eens geveerde blaadjes                   |                   |
| Geveerd ook: gevind | anadroom dubbel geveerd                 |                                                                                                  |                   |
| Geveerd ook: gevind | katadroom dubbel geveerd                |                                                                                                  |                   |

Handvormig samengestelde bladen
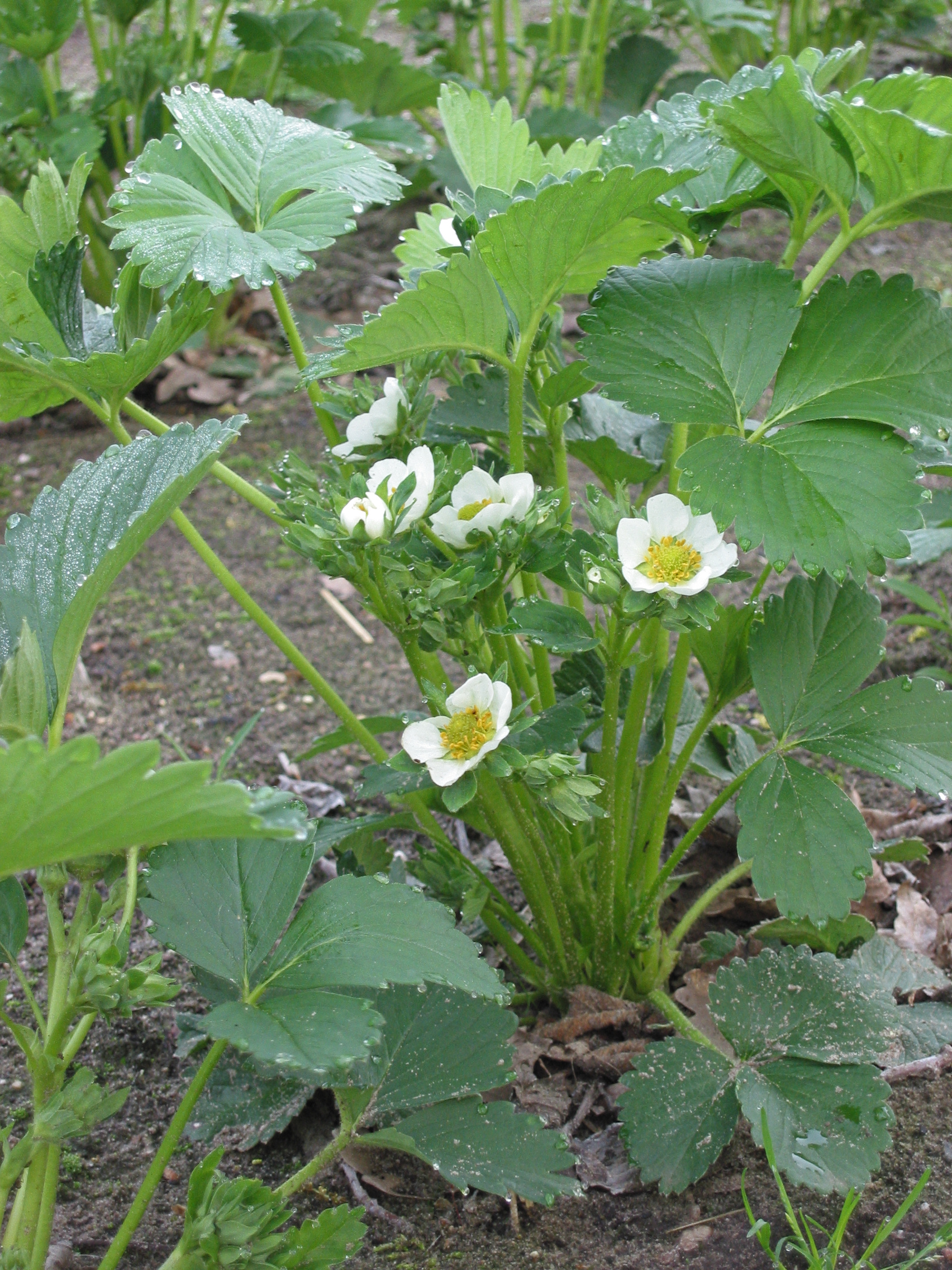
Handvormig samengesteld 3-tallig blad bij aardbei
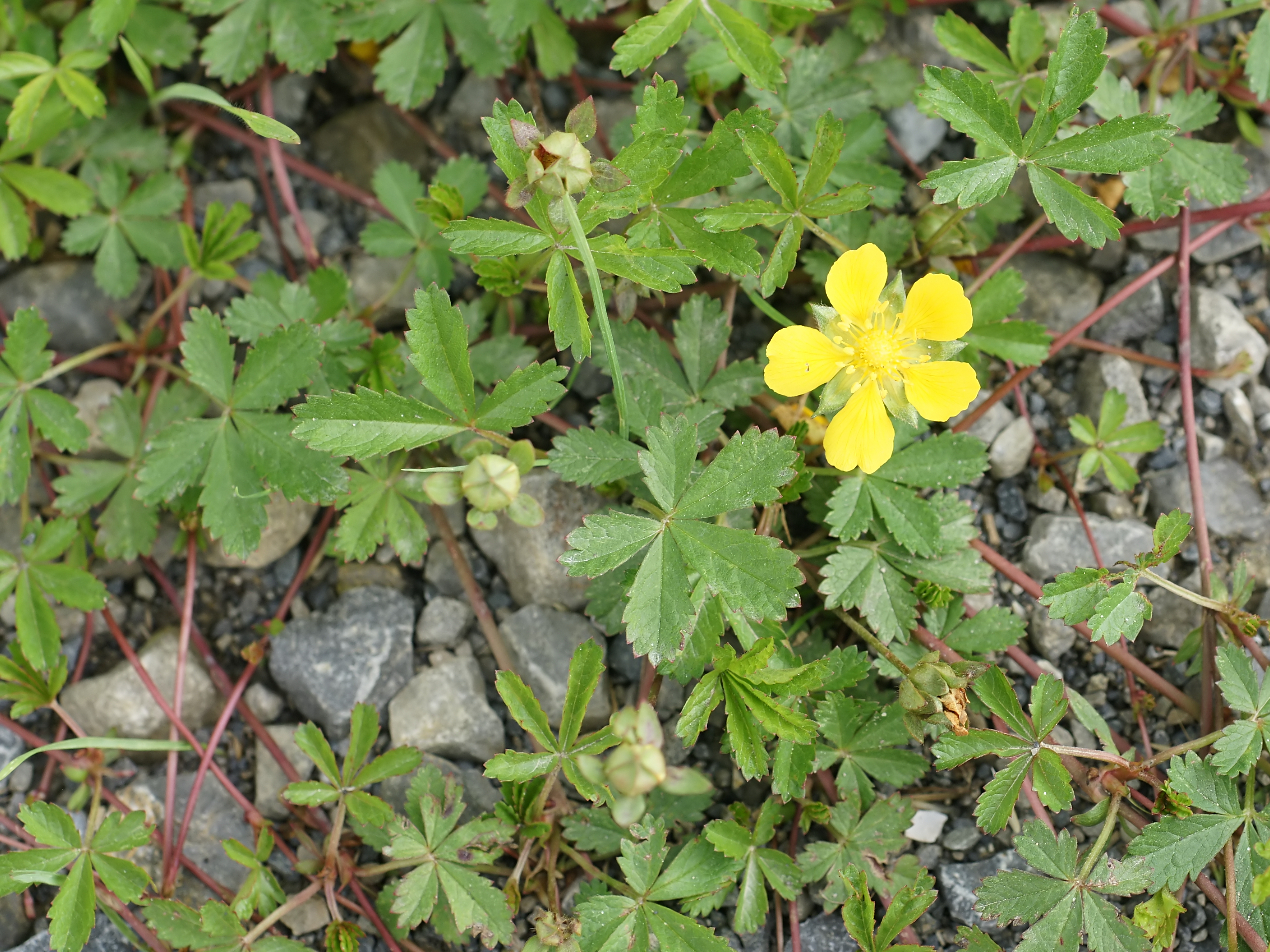
vijftallig blad van Vijfvingerkruid (Potentilla reptans)
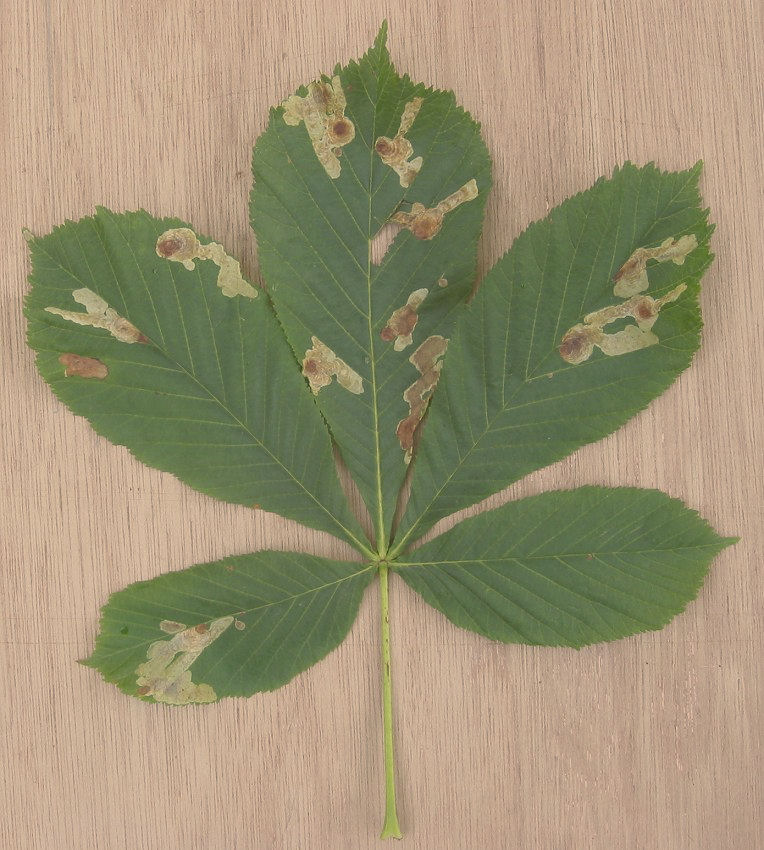
Handvormig samengesteld blad van de paardenkastanje
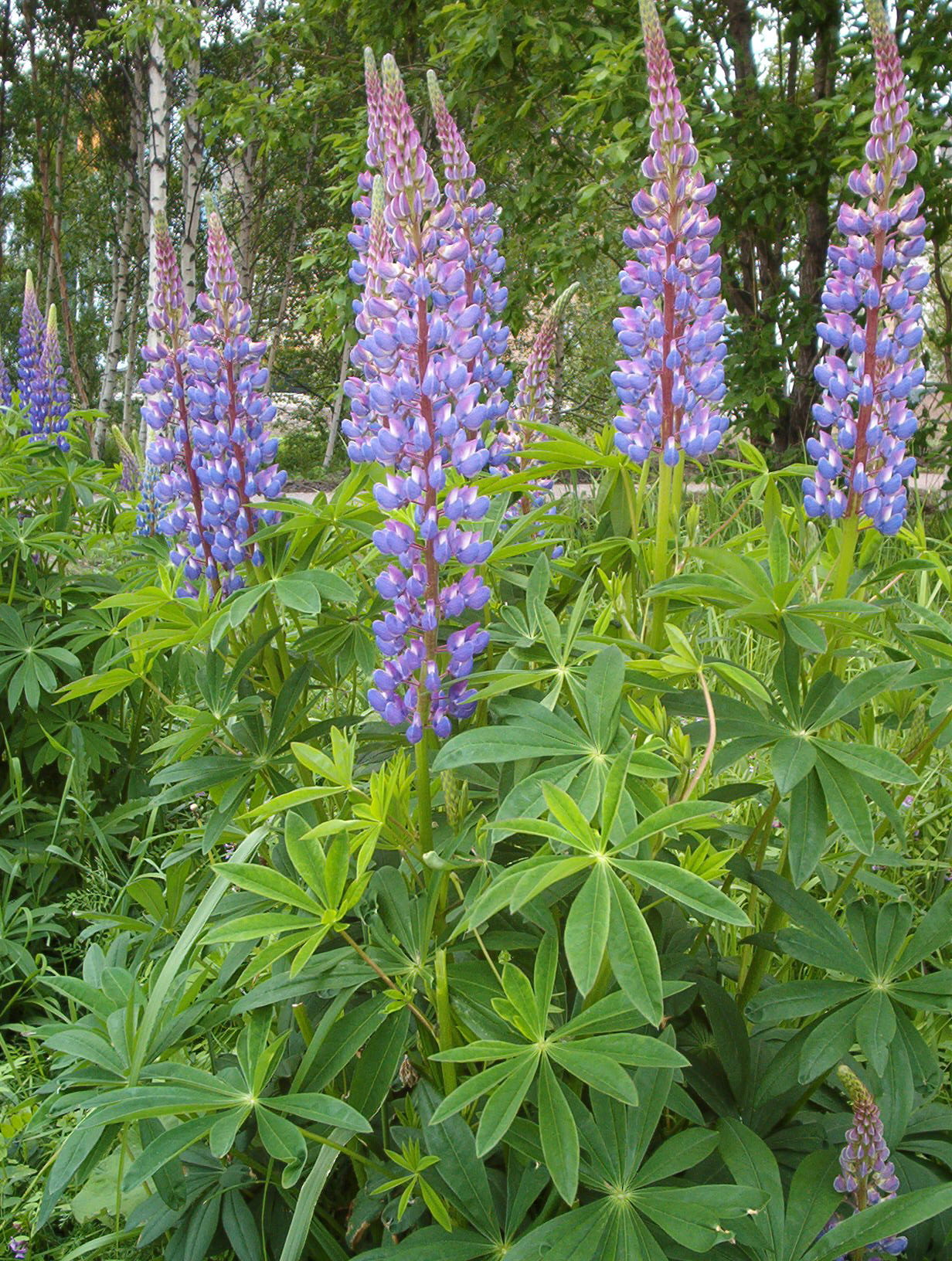
De vaste lupine heeft handdelige bladeren met groot aantal blaadjes
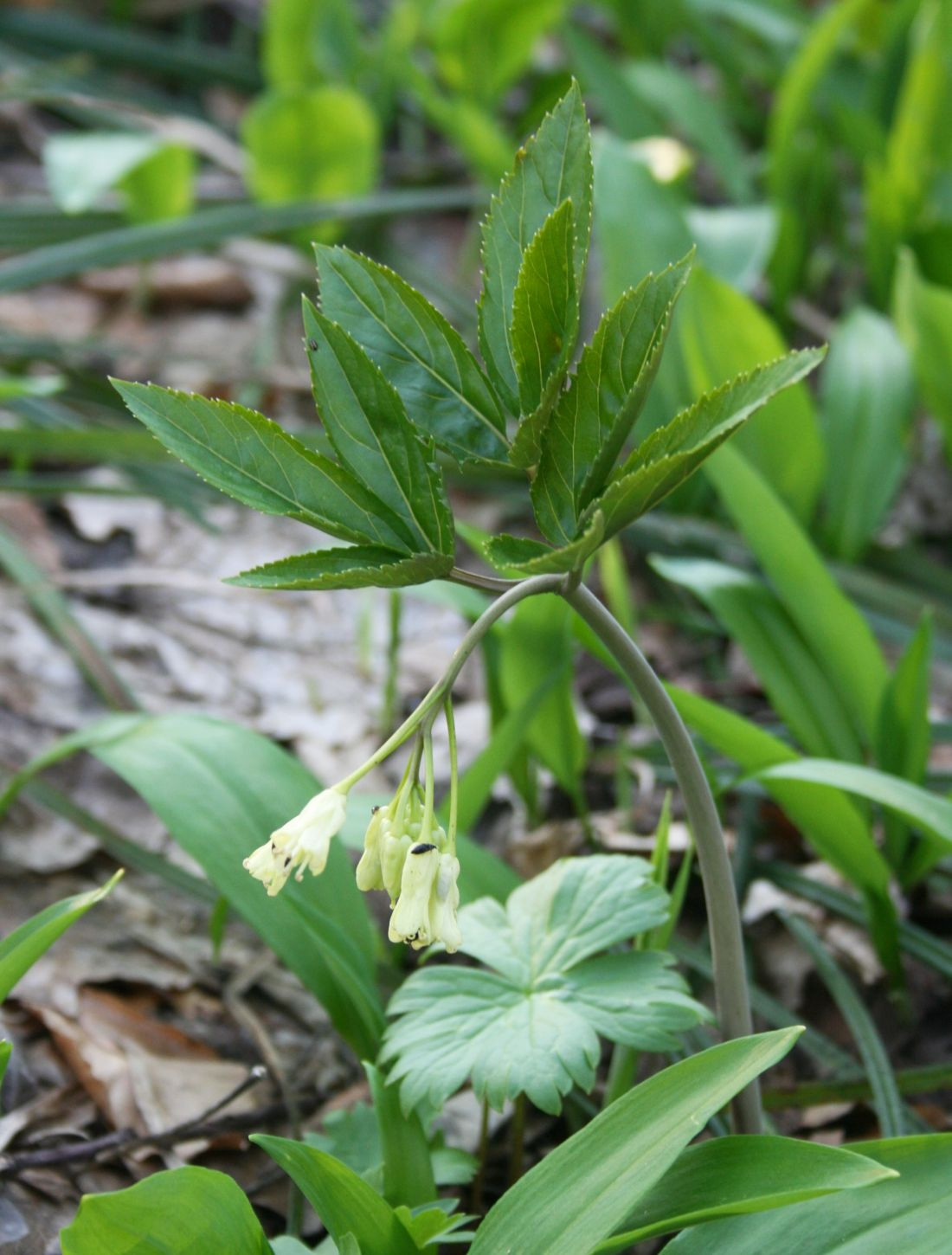
Cardamine enneaphyllos heeft een negentallig blad

Gemengd samengestelde bladen
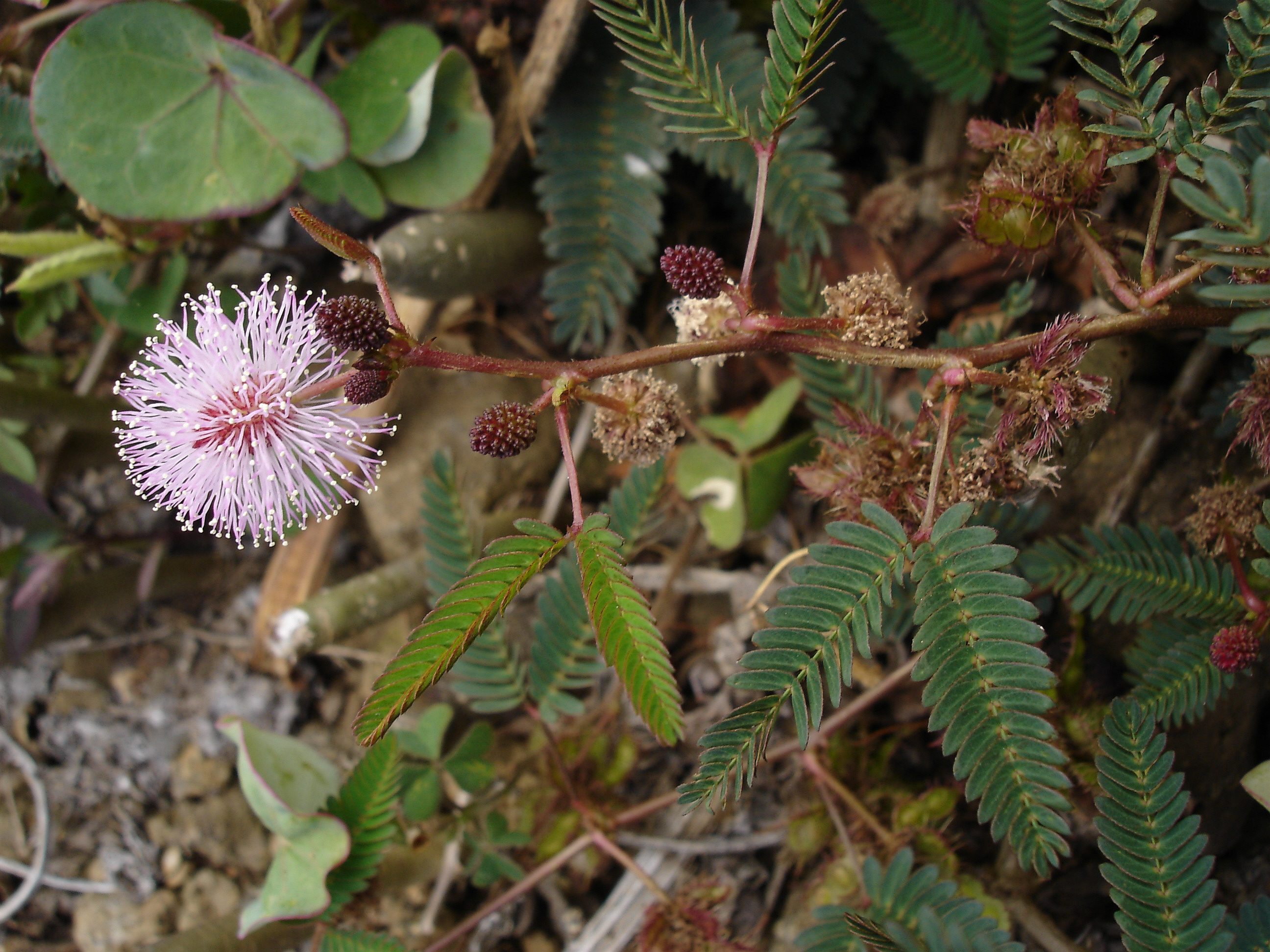
Kruidje-roer-mij-niet, gemengd samengestelde bladeren zijn handdelig met geveerde blaadjes

Geveerd (gevind) samengestelde bladen
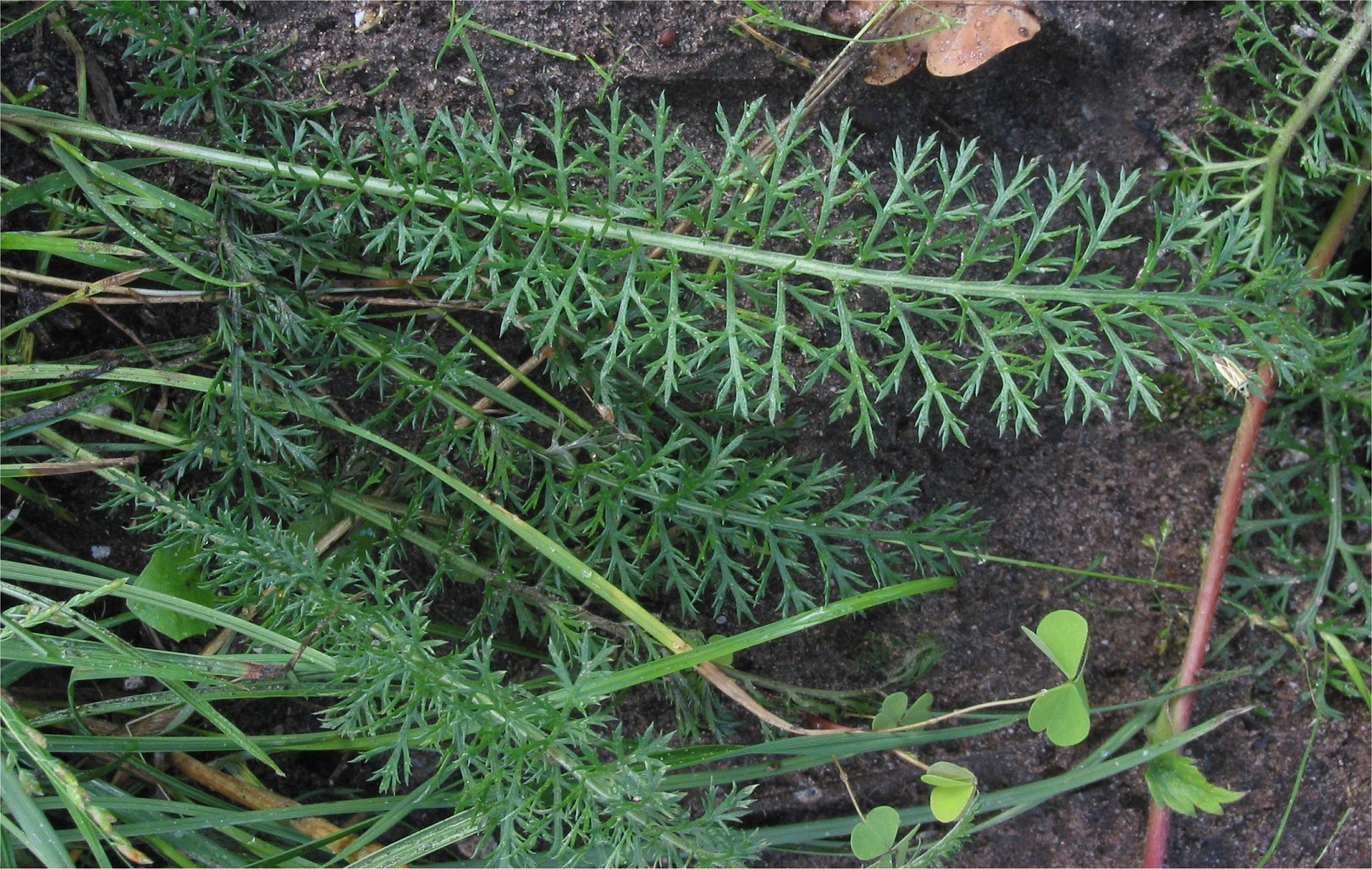
duizendblad (Achillea millefolium) Dubbelgeveerd blad
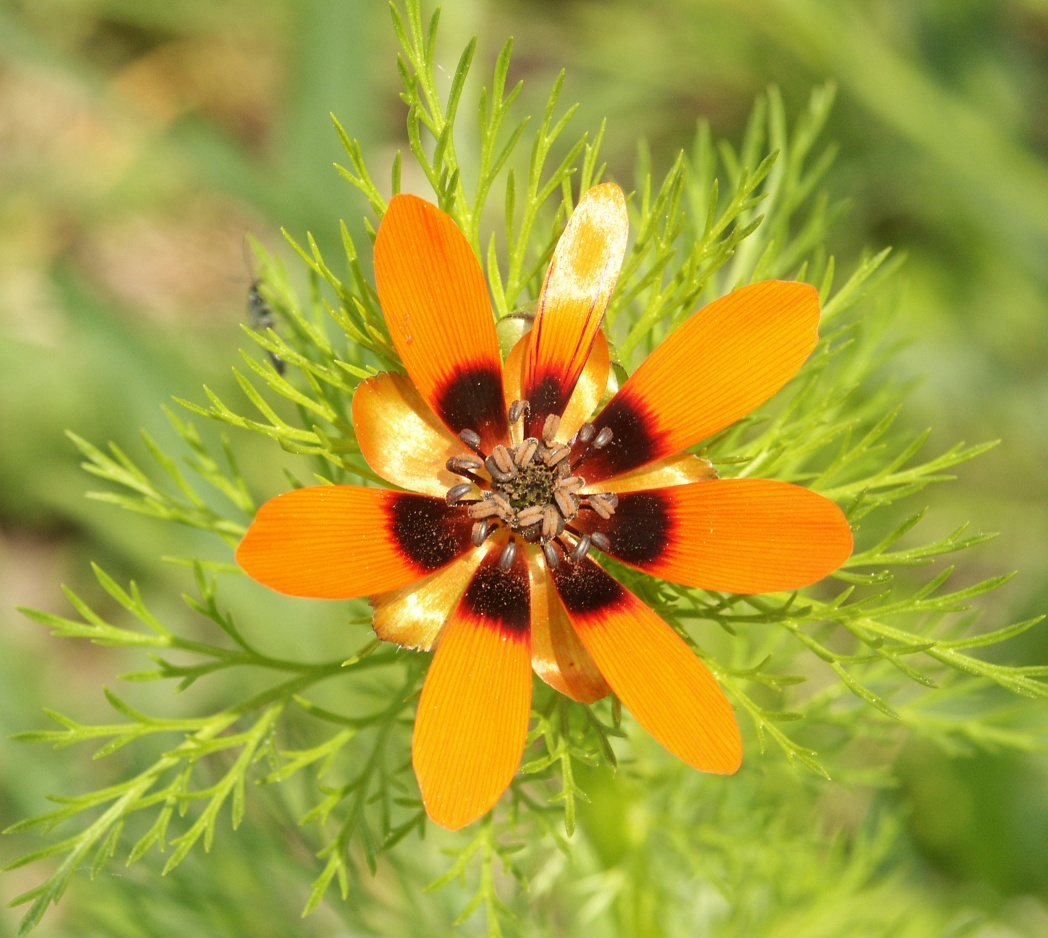
Zomeradonis (Adonis aestivalis) Drievoudig geveerd blad
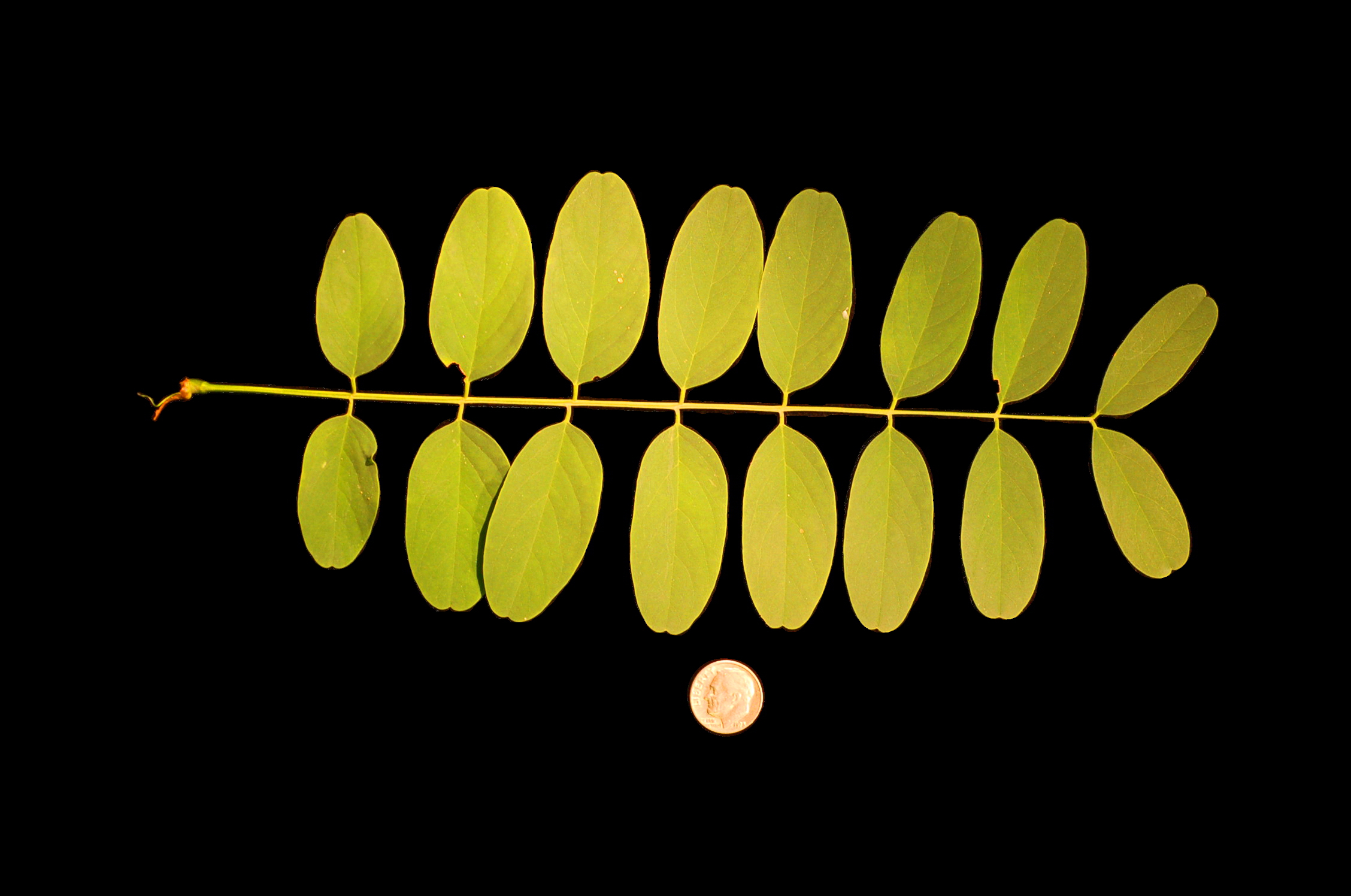
Robinia Even geveerd de blaadjes staan langs een hoofdnerf, zonder eindblaadje
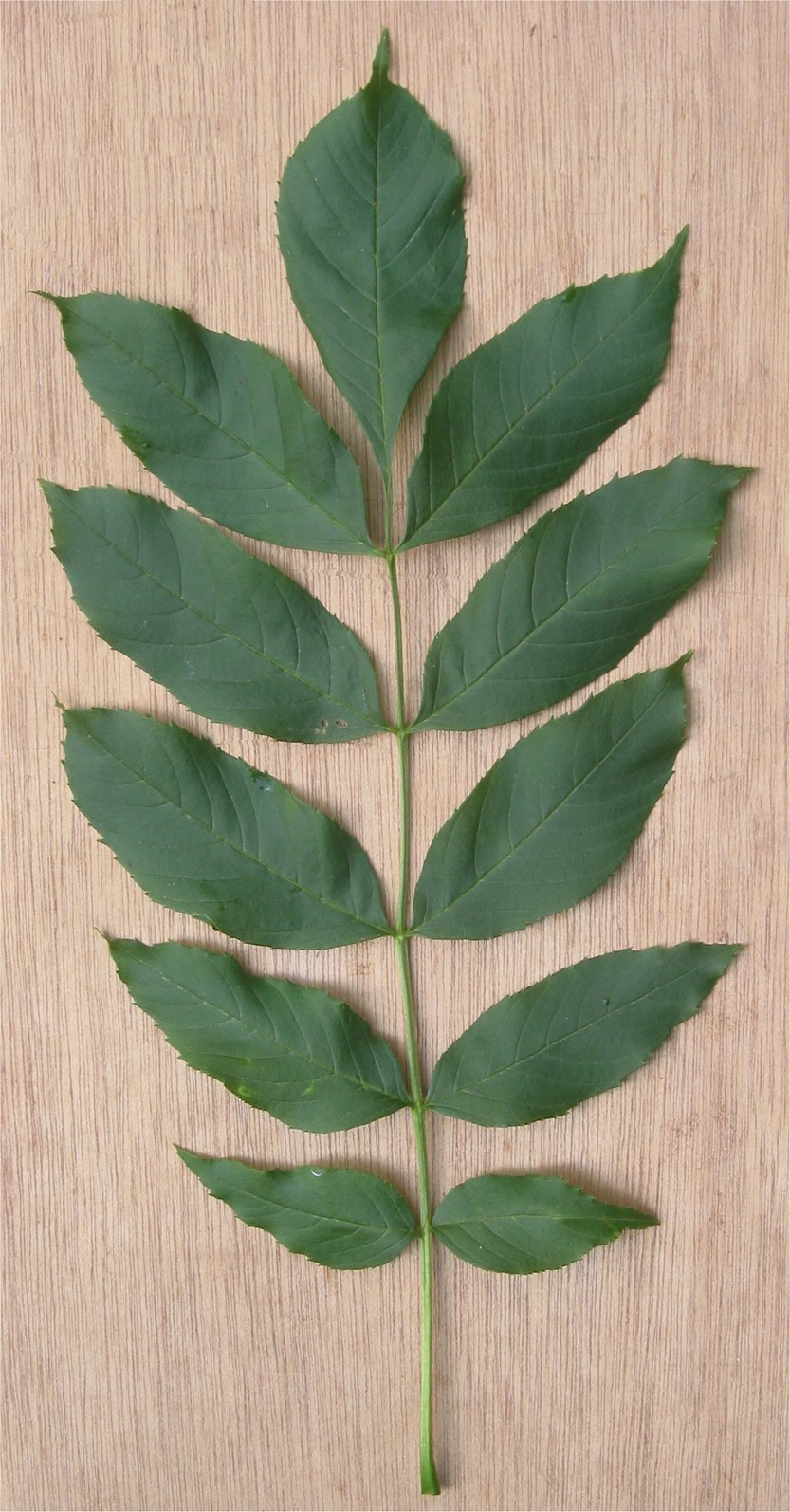
es (Fraxinus excelsior) Oneven geveerd de blaadjes staan langs een hoofdnerf, met eindblaadje

Afgebroken geveerde bladen
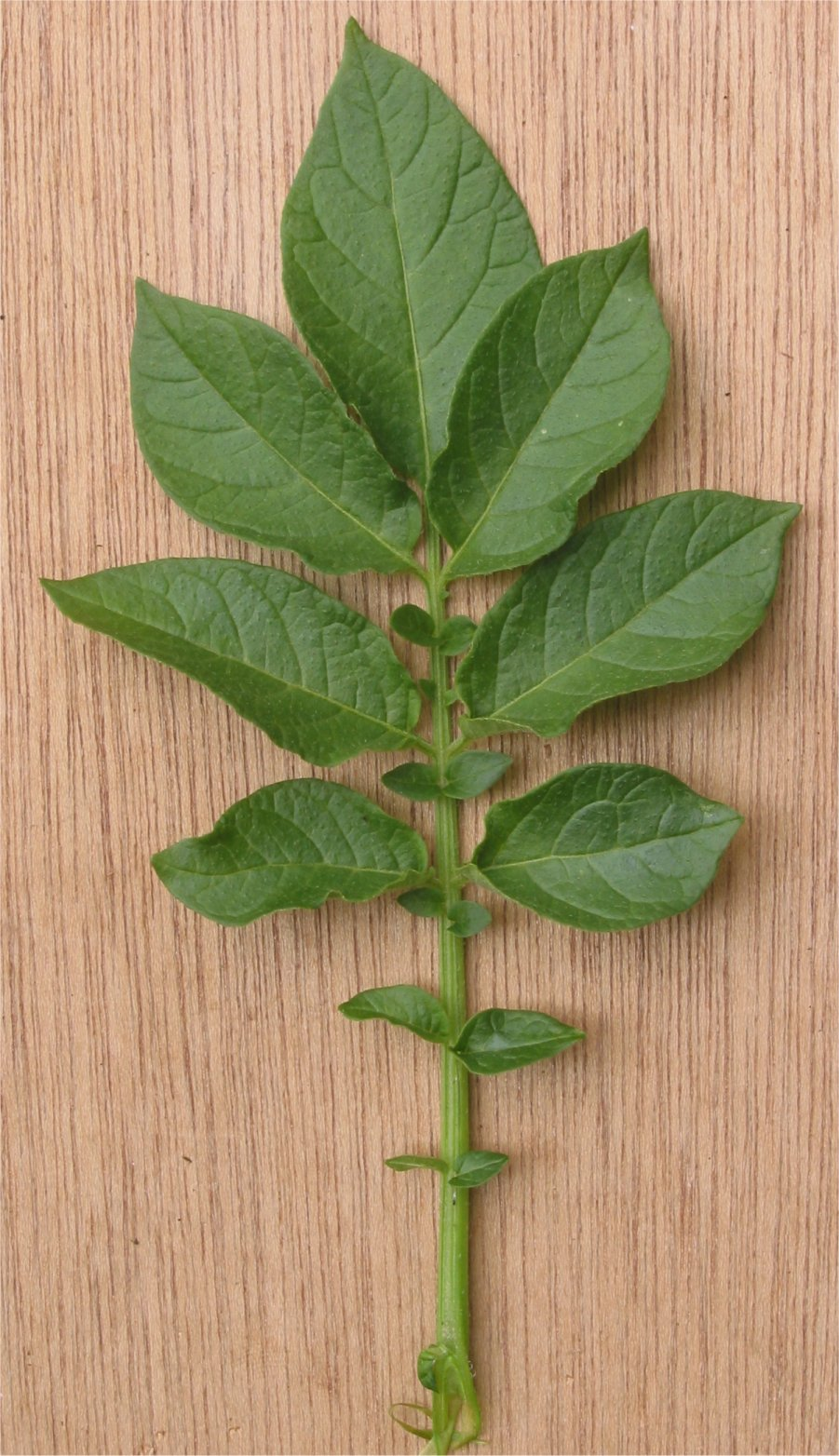
Aardappel (Solanum tuberosum) afgebroken geveerd tussen de grotere blaadjesparen liggen kleinere blaadjesparen
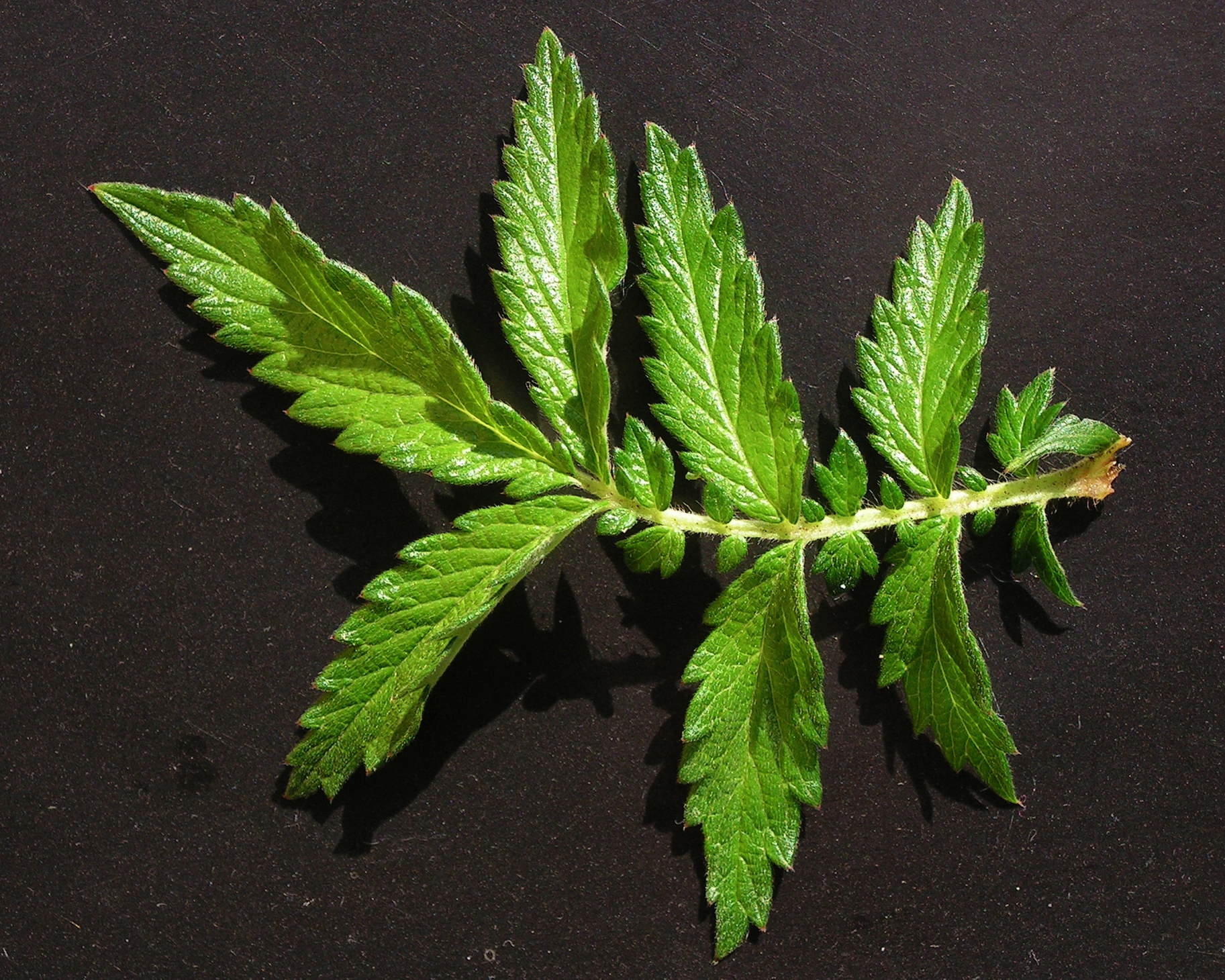
Gewone agrimonie (Agrimonia eupatoria) afgebroken geveerd
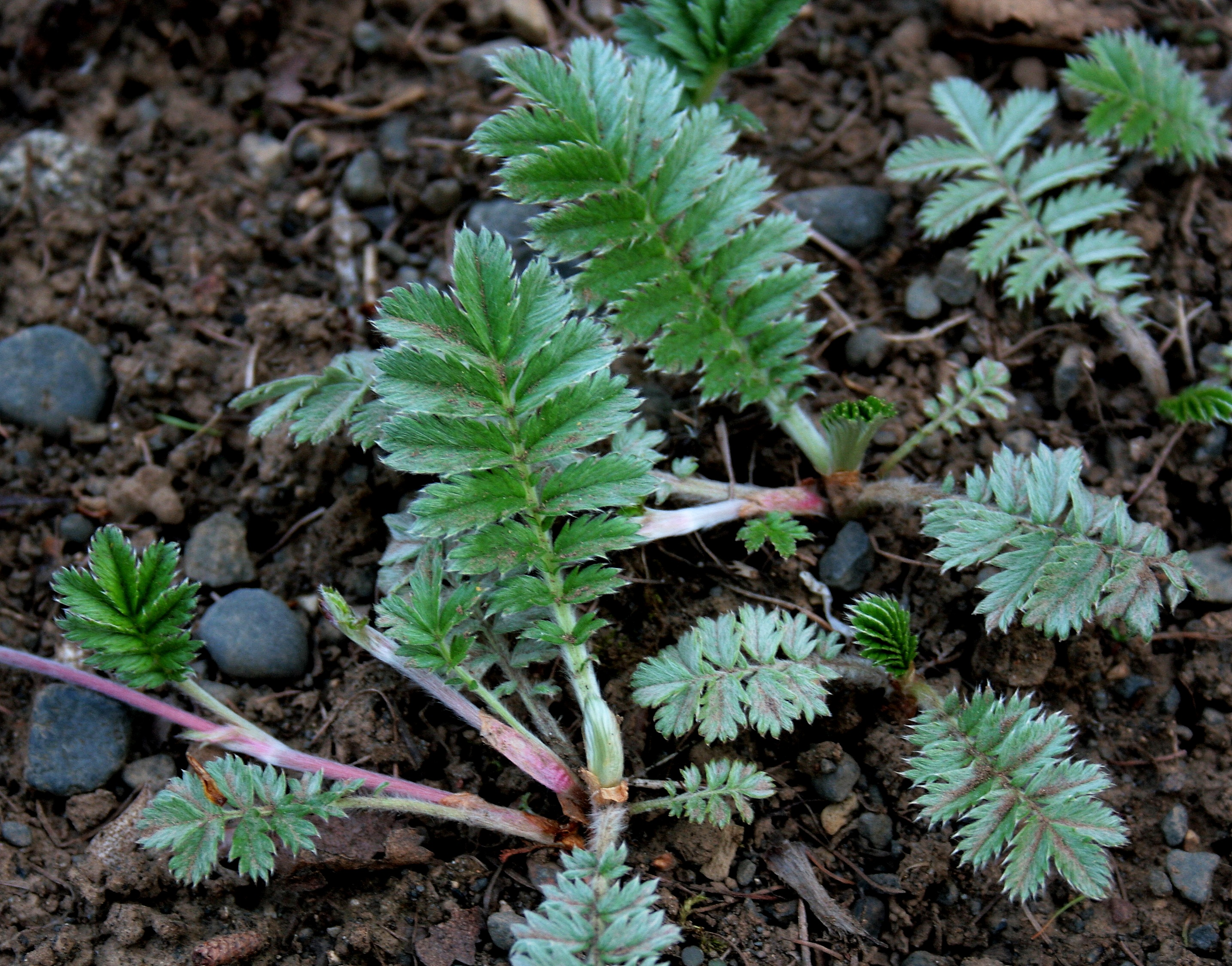
Zilverschoon (Potentilla anserina) afgebroken geveerd blad van met zeer kleine tussenblaadjes